# 이병하 (기업인)

워너원, 강다니엘과 콘서트 직후 찍은 사진 (가운데 이병하 대표)

이병하(李炳河, 1974년 4월 18일 ~ )는 대한민국의 기업인이다.

## 활동
- 서울대학교를 졸업하고 카이스트(한국과학 기술원, KAIST) 미래전략대학원 지식재산 공학 석사를 취득하였고, 미국 시카고에 소재한 노스웨스턴 대학교 로스쿨을 졸업하였다.
- 2009년까지 야후코리아!에서 콘텐츠 개발 및 비즈니스, 신규사업을 담당하였으며, 2014년부터는 한류 엔터테인먼트 회사인 디콘(DICON)을 설립하여 대표이사를 엮임하면서, BTS(방탄소년단), NCT, 워너원(강다니엘), 블랙핑크, 에일리, 엑소, IVE, 트와이스, 몬스 타엑스, 펜타곤, 엔하이픈, 오마이걸, 아스트로, 르세라핌, 비투비, 투모로우바이투게더, 더보이즈, 에이핑크, 홍진영, 잔나비, 박효신, 성시 경, 부활, 빅톤,미스터트롯 등의 KPOP 콘서트 기획 및 제작, 팬미팅, 미니 공연을 개최하였다.
- 2019년 BTS가 속한 하이브의 방시혁 의장이 서울대학교 졸업식에서 축사를 하고, 중국 산둥성 쓰촨성 등과 엔터테인먼트 협업, 다양한 한류 기획사들과의 한류 활성화 협약, 발달장애 인의 쉬운말 뉴스를 통한 한국어 세계화 협업, 한국연예제작자협회와의 국제 E스포츠 협업, 한류 모델 및 패션쇼 개최, 울트라브이 화장품 등 한류 제품의 세계화 추진, 한류 문화관광 사업 활성화 협약, DMZ 페스티벌 추진 및 기획, 각종 기업 행사와 축제 개최, 인도네 시아 태국 말레이시아 베트남 등 동남아시아권 글로벌 오디션 등을 통해 한류 사업을 지속하고 있다.
- 현재 경영 및 법률, 콘텐츠 비즈니스 전문가로서 커피 & 베이커리 프랜차이즈 사업, 화장품 등 K뷰티 사업, 기업교육 및 자격증 콘텐츠와 플랫폼 개발 사업, 맞춤형 식단 서비스 등 컨설팅을 통해 해당 기업들의 성공을 돕고 있으며, 백석대학교 숙명여대 포항공대 서울대 등과 콘텐츠와 플랫폼 산학 협력에도 성과를 내고 있다.
- 현재 2020년부터 경기콘텐츠진흥원 이사를 겸임하면서 경기도 및 한류 콘텐츠와 플랫폼 기업을 발 굴 육성하고 있다. 카이스트 AUTO ID LAB 자문위원, 서울대학교총동창회 문화콘텐츠 위원장으로서 행복 기부 콘서트 등 사회공헌 활동 및 한류 콘텐츠 세계 확산에 기여하고 있다.
- 현재 예능 방송, 드라마 기획 및 제작, 영화 제작, 1인 인플루언서, 음악(음반, BGM), 게임(eSports), 웹툰, 콘서트, 팬미팅, 글로벌오디션, NFT 등 한국의 지식재산(IP) 콘텐츠 직접 기획 제작하고, 이를 선별해 미국을 비롯한 UAE, 사우디, 중국, 인도네시아, 필리핀, 태국, 일본 등에 수출하고 있고, 한국 기업들의 해외 진출을 돕고 있다. 한류 시민을 위한 NFT 회사를 설립하였고, 드론쇼 및 실감형 미디어아트 보급을 위한 컨설팅을 병행하고 있다. 인도네시아 KPOP 트레이닝 센터 운영과 아시아 드림 콘서트, 중국 산둥성 및 쓰촨성, 북경에 K-Culture 공연과 한류 진출에 힘쓰고 있다.

## 경력
- (주)블루콘텐츠 부사장
- (주)코리아스토리프로덕션 사업총괄 대표
- 경기콘텐츠진흥원 이사
- 디콘 대표이사
- 야후!코리아 비즈니스개발팀장

## 강연
- 웹3.0 시대 디지털 콘텐츠 전략과 NFT (2023)
- 콘텐츠 산업의 현재와 미래 (2022 넥시드 제1회 투자네트워킹 프로그램, 중소벤 처기업부 창업진흥원)(2022.08.)
- 스마트코리아플랫폼(Smart KOREA Platform)의 비전과 실행 전략 (2022.03.)
- 서울특별시 소비자미디어센터 스타트업에게 가장 필요한 것들, 토크 강연 (2020. 12.)
- AI시대의 브랜딩 전략 (2019. 한국브랜드전략연구소)
- 한류블록체인의 나아갈 방향 (2018. 09. 한류체험관)
- 기업 혁신 실행 방향 (2018. 02. 서울대학교 인문대학 강의장) 스마트러닝 및 플랫폼 실행 방안 (2014. 05. 연세대학교)
- 스마트러닝 (Smart Learing) 전략과 실행 방안 (2014. 04.~08. 한국생산성본부)
- 상공 회의소: 불황기 창업을 위한 방법 강의 (2009.07)
- 비즈니스 성공을 위한 자가 진단법 강의 (2007~2010) : 창업, 중소기업 100여곳

## 언론 기사
1.“이병하 대표, 2022 한류문화대상 대중문화부분 대상 수상” (http://www.newsprime.co.kr/news/ar ticle/?no=587941).
2.“이코노미저널 : 네이버 블로그” (https://blog.naver.com/booksplanet/221350833225). 2022년 1
월 11일에 확인함.
3.프라임경제. “글로벌디지털콘텐츠그룹, 한류콘텐츠 세계화 본격 추진 "국내외 관광객 증대" ” (http:// www.newsprime.co.kr/news/article.html?no=411881). 2022년 1월 11일에 확인함.
4.“[인터뷰]한류기업 디콘 이병하 대표, 4차산업혁명시대 지속가능한 한류 ‘맞손’” (http://www.kdpres s.co.kr/news/articleView.html?idxno=75378). 2018년 2월 20일. 2022년 1월 11일에 확인함.
5.“디콘 이병하 대표, 나무그룹 KOMBIT과 제휴로 한류 세계화 추진” (http://www.famtimes.co.kr/ne ws/articleView.html?idxno=46279). 2018년 3월 16일. 2022년 1월 11일에 확인함.
6.	“글로벌 디지털 콘텐츠 이병하 대표” (http://www.sisamagazine.co.kr/news/articleView.html?idx no=130838). 2018년 2월 2일. 2022년 1월 8일에 확인함.
7.“디콘(DICON), 본스타 서울 글로벌 오디션 'WINNING XY' 프로젝트 제작 발표회 성료” (http://ww w.newsfreezone.co.kr/news/articleView.html?idxno=79399). 2018년 9월 11일. 2022년 1월 8 일에 확인함.
8.“방탄소년단, 다시 세계정복 나선다…스타디움급 투어 4월 시작” (https://www.yna.co.kr/view/AK R20200122062100005).
9.편집국 (2018년 7월 25일). “보이그룹 ‘워너원’ 올가을 관악캠퍼스 달군다” (http://kor.theasian.asi a/archives/190378) (미국 영어). 2022년 1월 8일에 확인함.
10.“서울대학교총동창회, '2018 서울대학교 한류드림기부콘서트' 개최” (http://www.enewstoday.co.k r/news/articleView.html?idxno=1219461). 2018년 8월 7일. 2022년 1월 8일에 확인함.
11.“[국토매일] 디콘 이병하 대표, “서울대학교 한류드림기부콘서트 워너원 출연”” (http://www.pmnew s.co.kr/63857). 2018년 7월 12일. 2022년 1월 8일에 확인함.
12.“연세대학교, 청년 스타트업 위한 기부콘서트 ‘유니콘’ 개최 - 데일리투머로우” (http://www.dailytw. kr/news/articleView.html?idxno=19769). 2022년 1월 8일에 확인함.
13.이투데이 (2019년 2월 26일). “ '방탄소년단 소속사 수장' 방시혁, 모교 서울대 졸업식 축사 "나를 만 든 건 불만과 분노" ” (https://www.etoday.co.kr/news/view/1727076). 2022년 1월 8일에 확인함.
14.“ "꼰대같은 얘기 안하겠다" 방시혁 파격적인 서울대 졸업식 축사 [전문]” (https://www.hankyung.c om/society/article/2019022601657). 2019년 2월 26일. 2022년 1월 8일에 확인함.
15.프라임경제. “이병하 디콘 대표, 中 산둥성연출공사와 파트너십 체결” (http://www.newsprime.co.k r/news/article.html?no=512840). 2022년 1월 8일에 확인함.
16.“디콘 이병하 대표, 제니스미디어 강준 대표와 한류콘텐츠 활성화 본격 추진” (https://www.hankyu ng.com/economy/article/2018041164867). 2018년 4월 11일. 2022년 1월 8일에 확인함.
17.프라임경제. “ "쉬운 말 뉴스 글로벌 확산" 글로벌디지털콘텐츠그룹-휴먼에이드 업무협약” (http://w ww.newsprime.co.kr/news/article.html?no=415041). 2022년 1월 8일에 확인함.
18.프라임경제. “국제e스포츠진흥원, 한국연예제작자협회와 업무협약 체결” (http://www.newsprime. co.kr/news/article.html?no=508226). 2022년 1월 8일에 확인함.
19.“[bnt포토] 제3회 브라이드 어워즈 한국대표 선발 오디션, 격려사 전하는 이병하 대표” (http://bntne ws.hankyung.com/apps/news?popup=0&nid=04&c1=04&c2=04&c3=00&nkey=2017092616
51573&mode=sub_view). 2022년 1월 8일에 확인함.
20.“더마스터클리닉 권한진 원장, 한류콘텐츠협력 MOU체결” (http://www.koreadaily.com/news/rea d.asp?art_id=6014827). 2022년 1월 8일에 확인함.
21.“「울트라브이」,” (https://www.fashionbiz.co.kr/article/view.asp?idx=165715). 2022년 1월 8일 에 확인함.
22.프라임경제. “글로벌디지털콘텐츠그룹, 한류콘텐츠 세계화 본격 추진 "국내외 관광객 증대" ” (http:// www.newsprime.co.kr/news/article.html?no=411881). 2022년 1월 11일에 확인함.
23.서울경제 (2017년 8월 10일). “한류문화관광의 중심 강남에 외국인 관광객 부가세 즉시환급 및 간 편결제 서비스 런칭” (https://www.sedaily.com/NewsView/1OJP4PNA5K/GK0301). 2022년 1 월 8일에 확인함.
24.	“2020년 세계적인 음악 페스티벌 꿈꾼다” (http://www.humanaidpost.com/news/articleView.htm l?idxno=19612). 2020년 3월 13일. 2022년 1월 8일에 확인함.
25.조선비즈 (2021년 3월 22일). “이노그룹, 통합솔루션 출범식 및 비전발표회 열어” (https://biz.chos un.com/site/data/html_dir/2015/03/25/2015032502243.html). 2022년 1월 8일에 확인함.
26.서울대학교총동창회. “이병하 동문” (https://www.snua.or.kr/magazine?md=v&seqidx=7697). 2022년 1월 11일에 확인함.
27.한국경제티브이 (2018년 4월 11일). “디콘 이병하 대표 제니스미디어 강준 대표와 한류콘텐츠 활성 화 본격 추진” (https://www.wowtv.co.kr/NewsCenter/News/Read?articleId=X2018041109215 7). 2022년 1월 11일에 확인함.
28.“한류플랫폼 디콘 이병하 대표, 더마스터클리닉 권한진 원장 한류세계화 업무협약” (http://www.kn s.tv/news/articleView.html?idxno=401863). 2018년 2월 20일. 2022년 1월 11일에 확인함.
29.“㈜JY그룹, ㈜글로벌디지털콘텐츠그룹과 사업제휴 체결을 통해 한국 브랜드 대표로써 수출 및 글 로벌화 추진” (http://www.nbnnews.co.kr/news/articleView.html?idxno=133794). 2018년 4월 2 일. 2022년 1월 11일에 확인함.
30.프라임경제. “ "피부톤을 돌려드립니다"...스킨52, 피부색 개선 방법 특허 출원” (http://www.newspri me.co.kr/news/article.html?no=524878). 2022년 1월 11일에 확인함.
31.“자넷, AI 에듀테크로 자격증 합격 돕는다” (https://segye.com/view/20210610507744). 2021년 6
월 10일. 2022년 1월 8일에 확인함.
32.프라임경제. “샐리쿡, 맞춤형 영양 식단 서비스 확장” (http://www.newsprime.co.kr/news/article.ht ml?no=513974). 2022년 1월 8일에 확인함.
33.“샐리쿡, 식이 문제로 어려움 겪는 환자 위한 맞춤형 식단 서비스 확장” (http://www.iminju.net/new s/articleView.html?idxno=56163). 2020년 8월 11일. 2022년 1월 8일에 확인함.
34.“백석대 인성개발원-㈜넥스트유, 인재 양성 MOU체결” (http://www.atnnews.co.kr/news/articleVi ew.html?idxno=44933). 2020년 10월 26일. 2022년 1월 11일에 확인함.
35.“백석문화대, (주)넥스트유와 산학협력 체결” (http://www.dailycc.net/news/articleView.html?idxn o=604494). 2020년 7월 12일. 2022년 1월 11일에 확인함.
36.“백석예술대학교·넥스트유, 글로벌 인재 양성을 위한 협약 체결” (https://www.seoul.co.kr/news/ne wsView.php?id=20201014500050). 2022년 1월 11일에 확인함.
37.“‘한류 전파’ 전문가들이 모여 글로벌 복합 플랫폼 구축한다” (http://mbnmoney.mbn.co.kr/news/vi ew?news_no=MM1003210773). 2022년 1월 8일에 확인함.
38.머니투데이 (2018년 4월 20일). “브로큰브레인, 한류플랫폼 기업 디콘과 한국 예술 콘텐츠 전파 - 머 니투데이” (https://news.mt.co.kr/mtview.php?no=2018042011177417959). 2022년 1월 8일에 확인함.
39.	서울대학교총동창회. “가을밤 수놓은 첫 기부콘서트기사보기 - 총동창신문” (https://www.snua.or.k r/magazine?md=v&seqidx=8045). 2022년 1월 8일에 확인함.
40.서울대학교총동창회. “가을밤 수놓은 첫 기부콘서트기사보기 - 총동창신문” (https://www.snua.or.k r/magazine?md=v&seqidx=8045). 2022년 1월 8일에 확인함.
41.서울대학교총동창회. “이병하 동문” (https://www.snua.or.kr/magazine?md=v&seqidx=7697). 2022년 1월 8일에 확인함.
42.“STN스포츠, 넥스트유-백석문화대와 스포츠·K팝 한류 글로벌 인재 양성” (http://www.stnsports.c o.kr/news/articleView.html?idxno=120496). 2020년 7월 10일. 2022년 1월 11일에 확인함.
43.“한류 엔터테인먼트 : 네이버 블로그” (https://blog.naver.com/loveject/222043019608). 2022년 1
월 11일에 확인함.
44.서울대학교총동창회. “이병하 동문” (https://www.snua.or.kr/magazine?md=v&seqidx=7697). 2022년 1월 11일에 확인함.
45.“유네스코 등재 불가리아 세계문화유산 사진전 개막식 진행” (https://theleader.mt.co.kr/articleVie w.html?no=2018031406227857791). 2018년 3월 14일. 2022년 1월 11일에 확인함.
46.프라임경제. “ "예술과 기부로 다시 만나는 박찬호" 아트콜라보레이션 특별전시회 'Overcome Yourself' ” (http://www.newsprime.co.kr/news/article.html?no=426447). 2022년 1월 11일에 확 인함.
47.“2022 NEXEED 제1회 투자네트워킹 사전 신청자 모집” (https://www.k-startup.go.kr/web/conten ts/bizpbanc-ongoing.do?schM=view&pbancSn=161581&page=1&schStr=regist&pbancEnd
Yn=N). 2022년 8월 11일에 확인함.
48.“이병하 대표, 2022년 한류문화대상 대중문화부문 대상” (http://www.newsprime.co.kr/news/articl e/?no=587941).
49.“이병하(Byung Ha, Lee) - YES24 작가파일” (http://www.yes24.com/24/AuthorFile/Author/3168 63). 2022년 1월 8일에 확인함.
50.“열흘밤의 꿈” (http://book.naver.com/bookdb/book_detail.naver?bid=130688). 2022년 1월 8일 에 확인함.